# Victor Sokolowski

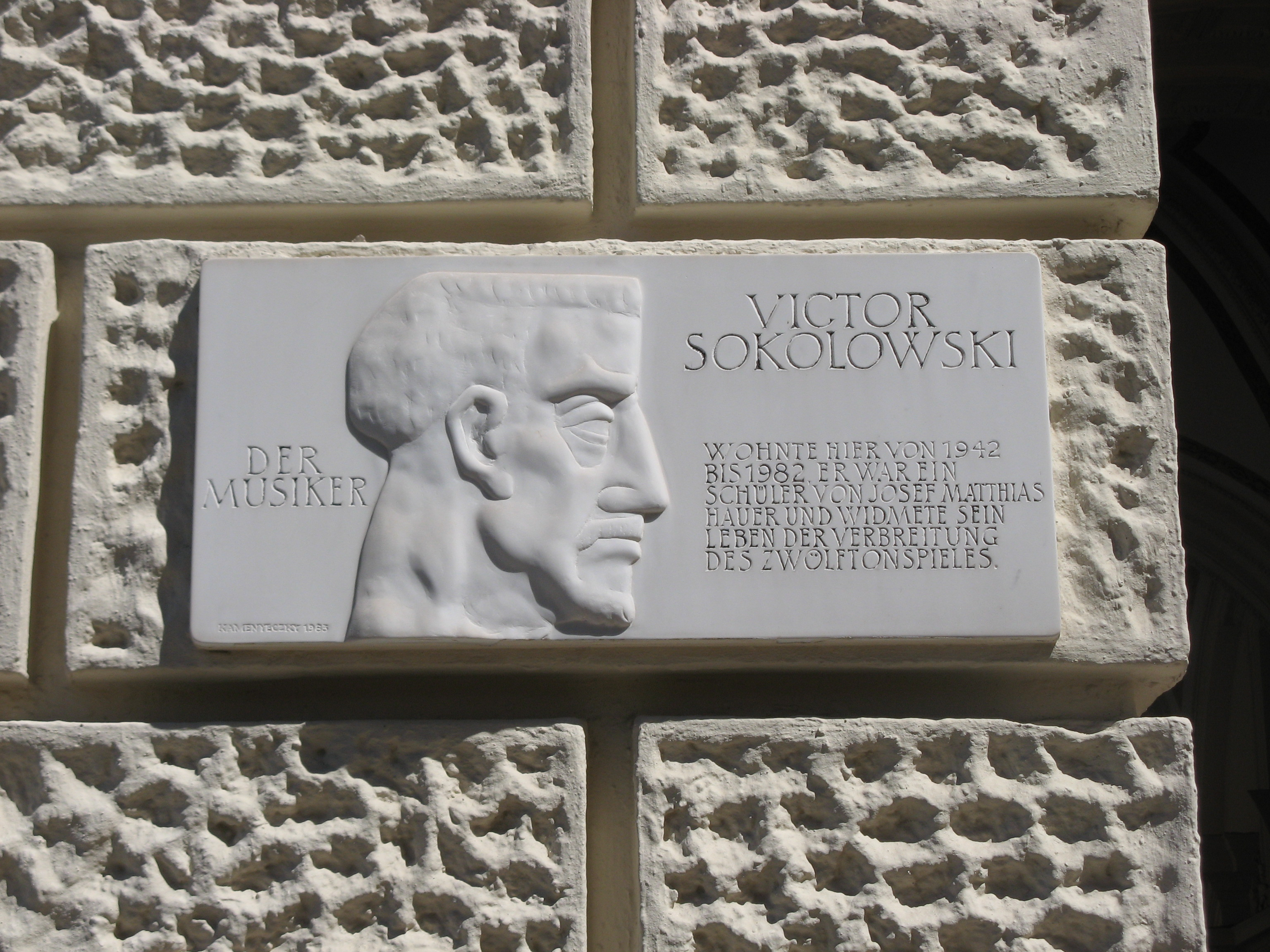
Gedenktafel für Victor Sokolowski am ehemaligen Wohnhaus

Victor Sokolowski (* 13. Februar 1911 in Völkermarkt; † 6. September 1982 in Wien) war ein österreichischer Cembalist, Pianist, Organist und Musikpädagoge.

## Leben und Wirken
Sokolowski hatte an der Wiener Musikhochschule eine Professur für Cembalo und Zwölftonspiel inne, wo er in den Jahren 1976 bis 1982 Lehrgänge über das Zwölftonspiel und die Tropenlehre Josef Matthias Hauers, dessen Schüler er 1946 geworden war, durchführte. Schon früh hatte Sokolowski hierzu eine Didaktik entwickelt und 1960 ein „Hauer-Studio“ gegründet.
Zu seinen Schülern zählen Robert Michael Weiß und Gerald Schwertberger.

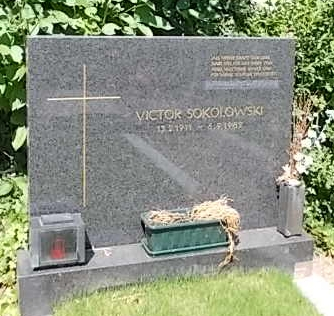
Grabstätte von Victor Sokolowski

Er wurde in einem ehrenhalber gewidmeten Grab auf dem Dornbacher Friedhof (Gruppe 12, Nummer 9) in Wien beigesetzt, direkt neben Josef Matthias Hauer. Sokolowskis Grabstein trägt die Inschrift: „All meine Kraft und Liebe habe ich für das Werk von Josef Matthias Hauer und für meine Schüler eingesetzt.“ Eine Gedenktafel mit Porträtrelief befindet sich auf seinem ehemaligen Wohnhaus Lichtenfelsgasse 5–7 in Wien-Innere Stadt.

## Schriften
- Josef Matthias Hauer: Vom Wesen des Musikalischen. Grundlagen der Zwölftonmusik (Redaktion der Neuauflage: Victor Sokolowski). Lienau, Berlin-Lichterfelde 1966.